# Punga de la Korsun
Bătălia din punga Korsun-Cerkasî a avut loc în iarna anului 1944, pe frontul de răsărit al celui de-al doilea război mondial, între Grupul de Armate Sud pe de-o parte și Frontul I Ucrainean și Frontul al II-lea Ucrainean, pe de altă parte.

## Contextul general, ianuarie 1944
În ianuarie 1944, Grupul de Armate Sud condus de feldmareșalul Erich von Manstein se retrăsese în spatele liniei fortificate liniei Panther-Wotan, o poziție defensivă pregătită în prealabil de-a lungul malului apusean al râului Nipru din Ucraina. Două corpuri de armate germane (Corpurile de armată al 11-lea și al 42-lea, la care fusese atașat Corpul B din Armata a 8-a), apărau o pungă în liniile sovietice, care se extindeau cam 100 km, cu orașul Korsun în centrul regiunii. Mareșalul Gheorghi Jukov și-a dat seama de șansa de a repurta un succes asemănător cu cel de la Stalingrad, (când a fost încercuită și distrusă Armata a 6-a germană) și a recomandat STAVKA să deplaseze Fronturile I și al II-lea Ucrainiene pentru a forma două cercuri blindate: unul interior, care să  încercuiască și să distrugă unitățile germane, și unul exterior, care să împiedice orice ajutor pentru eliberarea forțelor încercuite. În ciuda faptului că von Manstein a trimis mai multe serii de avertismente, Hitler a refuzat ca unitățile amenințate de încercuire să fie retrase pe poziții sigure.

## Încercuirea
Pe 18 ianuarie, Frontul I Ucrainean (Nicolai Vatutin) și Frontul al II-lea Ucrainean (Ivan Konev) au atacat marginile pungii și au încercuit cele două corpuri germane aflate aici. Joncțiunea unităților de blindate ale Frontului I Ucrainean s-a petrecut lângă satul Zvenigorodka, desăvârșind încercuirea și prinderea în capcană a germanilor în Punga  Korsun-Cerkasi. Lui Stalin i se promisese un al doilea Stalingrad. Konev scria: "Nu trebuie să vă îngrijorați, tovarășe Stalin. Inamicul încercuit nu va avea scăpare."
În pungă au fost prinși cam 60.000 de germani, șase divizii cu aproximativ 55% din puterea lor nominală, alături de un număr de unități mai mici. Printre cei prinși în capcană se aflau luptătorii din Divizia a 5-a SS Panzer Wiking, Brigada de asalt voluntari SS Wallonien și 5-6.000 de ruși din trupele auxiliare. Forțele încercuite au fost denumite Gruppe Stemmermann, generalul Corpului al XI-lea, Wilhelm Stemmermann fiind numit la comandă.  Divizia a 5-a Panzer SS Wiking era dotată cu 43 de tancuri Panzer III/IV și cu tunuri de asalt. Două batalioane de artilerie erau dotate cu încă 27 de tunuri de asalt.

## Reacții
Manstein a reacționat rapid, fiind create două corpuri de blindate (al 3-lea și al 47-lea) destinate unei ofensive de eliberare a germanilor prinși în încercuire. În schimb, Hitler, în loc să autorizeze atacul, a cerut organizarea unei contraofensive fanteziste, care să contraîncercuiască cele două Fronturi sovietice.
Generalul Hermann Breith a propus unirea celor două Corpuri de blindate pentru asigurarea unei puternice lovituri, care să deschidă un coridor pentru evacuarea Gruppe Stemmermann. Manstein a adoptat însă ideea lui Hitler și a ordonat executarea unui atac care să încercuiască masivele forțe sovietice.
Atacul corpului al 47-lea a ajuns rapid într-un punct mort. Acest corp de blindate avea doar 27 de tancuri și 34 de tunuri de asalt, contribuția lui la atac fiind limitată. Dându-și seama că încercarea de încercuire dăduse greș, Manstein a ordonat corpului al 3-lea de blindate să încerce să străpungă liniile sovietice pentru eliberarea Gruppe Stemmermann, după cum propusese încă de la început generalul Breith. Acest atac disperat s-a împotmolit la propriu în noroaiele frontului, (Vezi și: rasputița), germanii fiind decimați de o apărare sovietică foarte eficientă.
Pe 11 februarie, eforturile de spargere din exterior a încercuirii sovietice au fost reluate. După lupte grele, Divizia a 16-a Panzer a ajuns pe malurile râului Gniloi Tikici, unde a stabilit un cap de pod, după care s-a dovedit încapabil să mai inainteze. Grupul Stemmermann a trebuit să încerce să spargă încercuirea din interior.

## Propunerile de capitulare
Ambele tabere implicate în lupte și-au dat seama că eforturile lor au ajuns într-un punct mort. Cu toate acestea, nici soldații Wehrmachtului, nici cei ai Waffen-SS, cu atât mai puțin cei ai trupelor auxiliare ruse, nu s-au arătat dispuși să se predea, în ciuda propagandei sovietice. Jukov a hotărât să trimită negociatori cu propuneri pentru capitulare. O delegație compusă dintr-un locotenet-colonel, un translator și un gornist, aflați sub protecția steagului alb, au prezentat  o scrisoare destinată lui Stemmermann, semnată de mareșalul Jukov și de generalii Konev și Vatutin.  Un ofițer de stat major, un maior și un translator i-au primit pe emisari. După convorbiri civilizate, germanii au transmis că nu sunt dispuși să se predea.
Forțele Gruppe Stemmermann  și-au organizat apărarea în jurul orașului Korsun, al cărui aeroport avea o singură pistă, singura cale de aprovizionare a forțelor asediate. Avionele de transport  Junkers Ju-52 au asigurat aprovizionarea cu muniție, combustibil, materiale medicale și hrană și au transportat înapoi răniții până pe 12 februarie, când aeroportul a trebuit să fie abandonat.
Stemmermann a început să-și retragă trupele din nordul pungii, în timp ce a declanșat atacuri la sud pentru a înainta spre forțele venite în ajutor pe malul nordic al râului Gniloi Tikici. Manevrele foarte active ale germanilor din zona controlată de germani i-a făcut pe sovietici să creadă că prinseseră în capcană cea mai mare parte a Armatei a 8-a. Germanii prinși în încercuire au declanșat atacul pentru cucerirea satelor  Novo-Buda, Komarovka și Șanderovka, de unde urmau să facă un ultim efort pentru spargerea încercuirii. Regimentul al 105-lea de grenadieri  trebuia să cucerească Novo-Buda și să atace mai departe spre Komarovka. Regimentul german, care avea efectivele puternic diminuate de lupte, a trebuit să atace în câmp deschis pozițiile sovietice bine fortificate. Pentru a-și mări șansele de reușită, comandantul grenadierilor a hotărât să atace noaptea. Germanii, purtând haine albe de camuflaj și căștile vopsite în alb, cu baioneta la armă, s-au deplasat în liniște către tranșeele sovietice. A urmat o luptă sălbatică corp la corp, pozițiile sovietice fiind cucerite în câteva minute. În noaptea următoare, germanii au cucerit Komarovka în același fel.
Până pe 15 februarie, punga se „deplasase” către sud, aflându-se mult mai aproape de salvatorii lor, principalele forțe germane încercuite fiind localizate în satul Șanderovka. Aici au așteptat ajutorul salvatorilor lor – III Panzerkorps – care trebuiau să-și deschidă drumul prin luptă și să spargă încercuirea. Satul Șanderovka, care fusese puternic fortificat de sovietici, fusese cucerit, pierdut și recucerit de germani, care luptau cu disperare să iasă din încercuire.

## Spargerea încercuirii  prin „Poarta Iadului”
Corpurile de blindate germane erau în imposibilitate să mai continue atacul. După mai multe încercări de cucerire a Cotei 239, care le-ar fi asigurat înaintarea spre Șanderovka, tanchiștii s-au văzut nevoiți să tranmsmită prin radio un mesaj lui Stemmermann, prin care îi cereau să încerce să ajungă la linia Jurzinți – Cota 239 prin eforturi proprii, doar aici putând blindatele să-i ajute pe cei încercuiți.

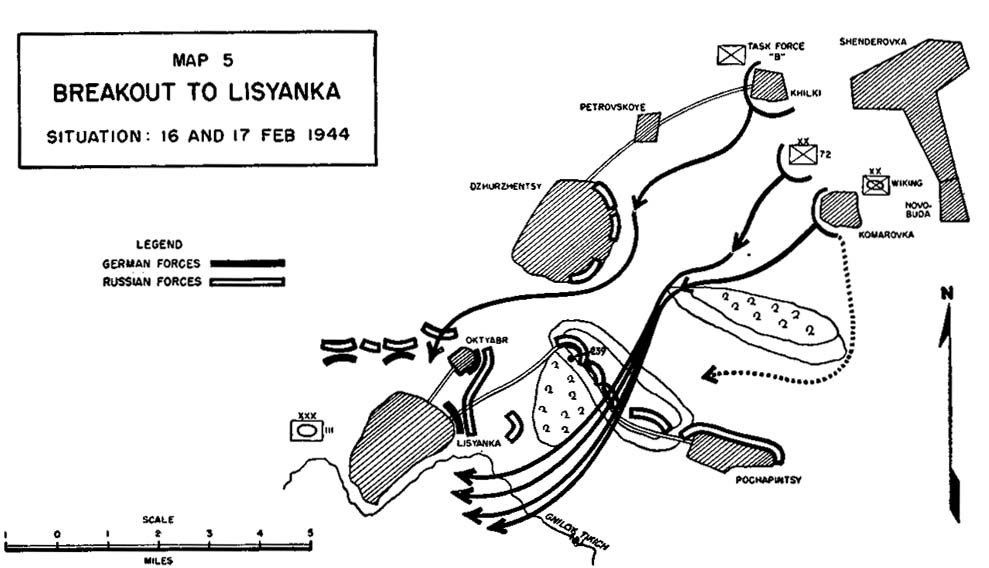
Străpungerea germană.

Mesajul omitea informația extrem de importantă că atât Cota 239 cât și satul Jurzinți erau puternic apărate de sovietici. Între germanii încercuiți și cei care le veniseră în ajutor se afla o distanță de numai 12 km, dar în acest spațiu îngust erau gata de luptă elementele a trei armate de tancuri sovietice. În timp ce avantgarda germană se pregătea să dea atacul, Stemmermann a hotărât să rămână alături de militarii din ariergardă, cam 4.000 de luptători. Punga își redusese diametrul la numai 5 km, ceea ce limita drastic posibilitățile de manevră ale germanilor. Sovieticii au lansat serii puternice de bombardamente de artilerie și tiruri de racheta asupra zonei care mai era încă sub controlul germanilor. Avioanele sovietice  Sturmoviks atacau în valuri, rareori interceptate de  avioanele de vânătoare a Luftwaffe. Scena luptelor era una sumbră – numeroase incendii, vehicule distruse și abandonate în noroaiele drumurilor, soldați dezorganizați și numeroși răniți, air pe deasupra civili ucraineni disperați, prinși la mijloc între cele două tabere. Pe 16 februarie 1944, mareșalul von Manstein, fără să mai aștepte decizia lui Hitler, a transmis lui Stemmermann autorizația de atac pentru spargerea încercuirii printr-un mesaj radio simplu: „Parola ‹‹libertate››, obiectiv Lisianka, ora 23:00”.
Stemmermann a hotărât să lase aproximativ 2.000 de răniți însoțiți de doctori și asistenți medicali în satul Șanderovka.. Germanii s-au organizat până la căderea serii în trei coloane de asalt formate din Divizia a 72-a, Grupul divizionar al 112 și Grupul Wiking.  La ora 23:00, germanii au început să se deplaseze în liniște, cu baionetele la armă. O jumătate de oră mai târziu, avantgarda atacatorilor germani au străpuns prima linie sovietică, și la scurtă vreme după aceea pe cea de-a doua. Mai multe batalioane și regimente au reușit să străbată culoarul deschis de atacul german în zona satului Oktiabr până la ora 04:10. Ariergarda condusă de generalul Stemmermann, care se afla în cealaltă parte a pungii, a luptat cu vigoare pentru a asigura succesul traversării a cât mai multor germani prin spărtură.
Coloana germană de pe flancul stâng a ajuns în dreptul Cotei 239, ocupată de tancurile T-34 ale Armatei a 5-a de Gardă. În ciuda oricăror eforturi, cota a rămas în mâinile sovieticilor și s-a luat hotărârea de ocolire a dealului. Din acest motiv, direcția de deplasare a germanilor s-a schimbat mai spre sud, ceea ce a făcut ca evadații să nu se mai întâlnească cu tancurile germane care îi așteptau pe malul nordic al râului Gniloi Tikici. La sosirea zorilor, situația a început să se clarifice. Numeroase vehicule și diferite echipamente grele nu au reușit să urce pantele alunecoase datorită dezghețului, iar armele au trebuit să fie distruse și abandonate după ce au fost trase ultimele încărcătoare de muniție."
Generalul Konev, dându-și seama că germanii  reușesc să scape, era furios deoarece își luase angajamentul față de Stalin să distrugă toate forțele inamice. Serviciile sovietice militare de informații supraestimaseră puterea III Panzerkorps și, din acest motiv, Konev acționa foarte prudent. În acest moment al luptelor, pe câmpul de luptă de la Korsun a sosit Corpul al 20-lea de tancuri sovietice, utilat cu noile blindate grele „Stalin II”. Konev a ordonat tuturor blindatelor disponibile și artileriei să atace unitățile germane care încercau să scape, să le rupă în grupuri mici și să le distrugă. Tancurile sovietice, fără sprijinul infanteriei, au atacat de la distanță coloanele germane. Sesizând că germanii nu dispun de arme antitanc, blindatele sovietice au navălit în coloanele neprotejate ale statului major, trupelor de sprijin și a subunităților medicale germane care purtau însemnul crucii roșii.
Până spre prânz, soldații germani amestecați ajunseseră la râul Gnilo Tikici, ale cărui ape erau foarte agitate și umflate de zăpezile care se topeau. Deși tanchiștii germani cuceriseră un pod, iar geniștii constuiseră un al doilea pod, soldații panicați, care încercau să fugă de urmăritorii sovietici, au ales să traverseze apele învolburate. Cum numeroși germani se aflau departe de podurile apărate de tanchiști, ultimele tancuri, camioane și căruțe au fost împinse în valuri, între ele au fost aruncate trunchiuri de copaci, iar soldații au încercat să traverseze apele reci ca ghiața. Mulți dintre ei au murit înecați, sau au murit mai târziu degerați. Traversarea apelor reci a fost făcută sub focul artileriei și tancurilor sovietice. Generalul Lieb, după ce a făcut ceva ordine pe cele două maluri, a trecut înot râul, ținându-se harnașamentul calului său. Mai multe sute de prizonieri sovietici, o unitate auxiliară formă din rusoaice și un număr de civili ucraineni, care se temeau de represaliile Armatei Roșii, au traversat de asemenea apele reci.
Numărul relativ mare al soldaților germani scăpați din încercuire și ajunși la Lisianka s-a datorat strădaniilor tanchiștilor din III Panzerkorps și a geniștilor și pontonierilor care au lucat contracronometru.

## Urmări
Încercuirea de la Cerkassi-Korsun a provocat germanilor pierderi serioase celor șase divizii germane. Aceste unități au fost decimate și au trebuit să fie retrase, reechipate, iar efectivele completate cu recruți noi. Germanii scăpați din încercuire au fost transportați de lângă Uman la spitale din Polonia și spre zonele de refacere, sau au fost trimiși acasă în permisie.
Numărul celor căzuți în luptă este o problemă asupra căreia se mai discută și în ziua de azi. Istoricul sovietic Vladimir Telpuhovski afirmă că Armata Roșie a produs  germanilor pierderi de 52.000 de morți și 11.000 de prizonieri, în vreme ce alte surse măresc cifrele la 57.000 de morți și 18.000 de prizonieri. Pierderile sovietice nu au fost publicate niciodată. Este posibil ca numărul de soldați morți raportat de sovietci să fie datorat faptului că s-a crezut la început că întreaga Armată a 8-a a fost încercuită, ceea ce ar fi făcut din victoria Armatei Roșii un al doilea Stalingrad. Germanii afirmă că la inceputul luptelor, în încercuire erau aproximativ 60.000 de oameni. Pe 16 februarie mai erau în încercuire cam 50.000 de soldați, dintre care 45.000 au luat parte la luptele pentru spargerea încercuirii. 35.000 de germani au reușit să scape din încercuire, iar 19.000 au fost declarați morți, dispăruți sau prizonieri. Douglas E. Nash, în lucrarea sa „German Present for Battle Unit Strengths after the Breakout”, dă o cifră de 40.423 de supaviețuitori ai luptelor din încercuirea de la Korsun, printre ei numărându-se și răniții evacuați de pe aeroporul din Lisianka.
Generalul Stemmermann a murit luptând în rândurile soldaților din ariergardă. Comandantul Frontului al II-lea Ucrainean Ivan Konev a fost avansat la gradul de mareșal pentru această mare victorie. Generalul Nicolai Vatutin a fost rănit într-o luptă cu naționaliștii ucraineni și a murit pe 15 aprilie 1944.